# Зарайский уезд
Зарайский уезд — административная единица в Рязанской губернии Российской империи и РСФСР, существовавшая в 1778—1929 годах. Уездный город — Зарайск.

## География
Уезд был расположен на западе Рязанской губернии. Граничил с Московской и Тульской губерниями на западе. По площади уезд занимал территорию в 2398,8 вёрст² .

## История
Уезд был образован в 1778 году в составе Рязанского наместничества (с 1796 года — Рязанской губернии). В 1929 году уезд был упразднен, большая его часть вошла в состав Зарайского района Коломенского округа Центральнопромышленной области (позднее — Московской).

## Население
Население уезда в 1890 году — 133 475 чел. По переписи 1897 года в уезде было 114 834 жителя (51 441 мужчина и 63 393 женщины).
По итогам всесоюзной переписи населения 1926 года население уезда составило 147 049 человек, из них городское — 12 523 человека.

## Населённые пункты
В 1859 году в составе уезда было 320 населённых пунктов, наиболее крупные из них:
- г. Зарайск — 5918 чел.;
- с. Белоомут Верхний — 4512 чел.;
- с. Белоомут Нижний — 4531 чел.;
- с. Вакино — 1101 чел.;
- с. Григорьевское — 1155 чел.;
- с. Дединово — 6595 чел.;
- с. Ловцы — 4334 чел.;
- с. Луховицы — 1303 чел.;
- с. Любичи — 2320 чел.;
- с. Сосновка — 1382 чел.

## Административное деление
В 1890 году в уезде было 20 волостей:
| № п/п | Волость             | Волостное правление | Число селений | Население |
| ----- | ------------------- | ------------------- | ------------- | --------- |
| 1     | Алпатьевская        | с. Алпатьево        | 13            | 3775      |
| 2     | Апонитищенская      | с. Апонитищи        | 19            | 2642      |
| 3     | Безпятовская        | с. Пронюхлово       | 26            | 3378      |
| 4     | Белыничевская       | с. Большие Белыничи | 11            | 1873      |
| 5     | Булыгинская         | с. Козлово          | 17            | 2863      |
| 6     | Верхне-Белоомутская | с. Верхний Белоомут | 1             | 2519      |
| 7     | Григорьевская       | с. Григорьевское    | 12            | 3682      |
| 8     | Дединовская         | с. Дединово         | 1             | 3477      |
| 9     | Ильицынская         | с. Ильицыно         | 23            | 3097      |
| 10    | Каринская           | с. Карино           | 25            | 2746      |
| 11    | Кругловская         | д. Круглово         | 26            | 4127      |
| 12    | Ловецкая            | с. Ловцы            | 4             | 2982      |
| 13    | Луховическая        | с. Луховицы         | 25            | 5545      |
| 14    | Макеевская          | с. Макеево          | 25            | 3295      |
| 15    | Нижне-Белоомутская  | с. Нижний Белоомут  | 2             | 3199      |
| 16    | Пирочинская         | с. Щурово           | 5             | 1886      |
| 17    | Полянская           | с. Полянки          | 21            | 5023      |
| 18    | Сенницкая           | с. Сенницы          | 15            | 6379      |
| 19    | Старолетовская      | с. Старолетово      | 14            | 6285      |
| 20    | Трасненская         | с. Трасна           | 21            | 6254      |